# Jan Hanák
Jan Hanák (* 20. března 1974 Brno) je římskokatolický kněz a publicista.

## Život
Vystudoval Filozofickou fakultu (obor žurnalistika 1998) a souběžně Teologickou fakultu Univerzity Palackého v Olomouci (obor teologie 2000). Během dalších postgraduálních studií (sociologie) přednášel rozhlasovou tvorbu na Fakultě sociálních studií Masarykovy univerzity v Brně.
Je knězem brněnské diecéze (vysvěcen roku 2001). Po Znojmě, Křižanově na Moravě, Brně-Zábrdovicích a Boskovicích působí od roku 2010 ve farnosti Bohdalice.
V polovině 90. let začínal jako novinář v Českém rozhlasu a Radiu Proglas, kde i moderoval. V roce 2003 přešel do České televize, kde mimo jiné moderoval profilové rozhovory Před půlnocí na ČT24. Postupně se začal více zabývat dokumentaristikou, i poté, co se vrátil do Českého rozhlasu.
Získal cenu na festivalu Arts&Film Telč 2007 za dokument Oko bez světla se nepotěší a první cenu Prix Bohemia Radio 2016 za dokument Diptych.
Je mu blízký divadelní prostor, spolupracuje s divadlem Husa na provázku, Národním divadlem Brno nebo Městským divadlem Zlín. V divadle Husa na provázku moderuje debaty Kabinet Havel a Husa Klub. Snaží se být občansky aktivní, patří například k myšlenkovým tvůrcům brněnské Poutě smíření.[ve zdroji nenalezeno] Je členem správní rady Nadace Veronica. V červnu 2024 se stal členem Etické komise České televize.